# جان تاميني
جان تاميني (9 ديسمبر 1919 في مونثي - 13 مارس 1993) (بالإنجليزية: Jean Tamini)‏ لاعب كرة قدم سويسري راحل كان يجيد اللعب في مركز المهاجم . شارك مع منتخب سويسرا في 20 مباراة مسجلا 12 هدف . شارك في بطولة كأس العالم لكرة القدم 1950 التي أقيمت في البرازيل وخرج من الدور الأول . سجل هدف واحد في مرمى منتخب المكسيك في الدقيقة 37 . ساهم في تتويج نادي سيرفيت السويسري ببطولة الدرجة السوبر موسمي 1945-1946 و1949-1950 وكأس سويسرا موسم 1946-1947 .

## روابط خارجية
- جان تاميني على موقع قاعدة بيانات كرة القدم.إي يو (الإنجليزية)
- جان تاميني على موقع ناشيونال فوتبول تيمز (الإنجليزية)
- جان تاميني على موقع Soccerway.com (الإنجليزية)
- جان تاميني على موقع عالم كرة القدم.نت (الإنجليزية)